# Dimoni gros

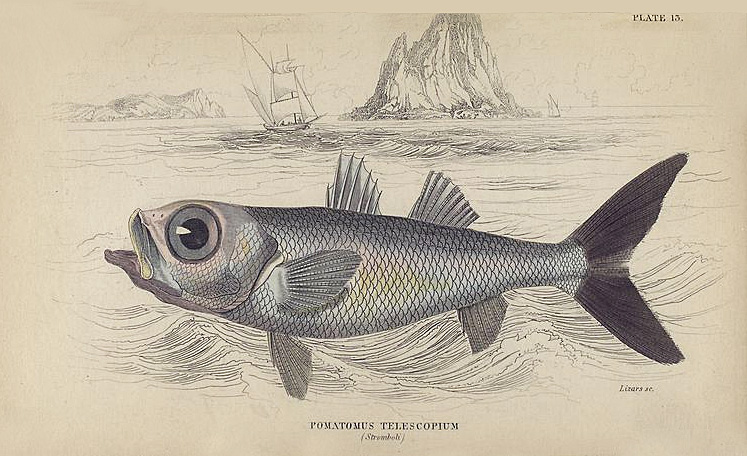
Il·lustració del 1835

El dimoni gros o dimoni de boca negra (Epigonus telescopus) és una espècie de peix pertanyent a la família dels epigònids.

## Descripció
- Pot arribar a fer 75 cm de llargària màxima (normalment, en fa 55).
- És de color marró violaci o negre.
- Morro rom.
- Ulls grossos.
- Boca grossa amb la mandíbula inferior igual o lleugerament depassant la mandíbula superior.
- 7-8 espines i 9-11 radis tous a l'aleta dorsal i 2 espines i 9 radis tous a l'anal.
- Cap espina opercular.[3][4][5]

## Alimentació
És carnívor: menja peixets i invertebrats planctònics.

## Hàbitat
És un peix marí, bentònic o bentopelàgic al talús continental i batidemersal que viu entre 75 i 1.200 m de fondària (normalment, entre 300 i 800) sobre fons tous i entre les latituds 65°N i 43°S. Els joves són pelàgics.

## Distribució geogràfica
Es troba a l'Atlàntic nord (des d'Islàndia fins a les illes Canàries, la mar Mediterrània i la mar Negra, i incloent-hi un registre a Nord-amèrica), l'Atlàntic sud-oriental, l'Índic i el Pacífic sud-occidental.

## Ús gastronòmic
La seua carn és blanca, gens eixuta o fibrosa i molt fina (comparable a l'orada o el llobarro). Amb el cap i les ganyes es fa un bon fumet gelatinós d'alt valor proteic que serveix per afegir a l'arròs o les creïlles.

## Observacions
És inofensiu per als humans.